# Oboe bajo

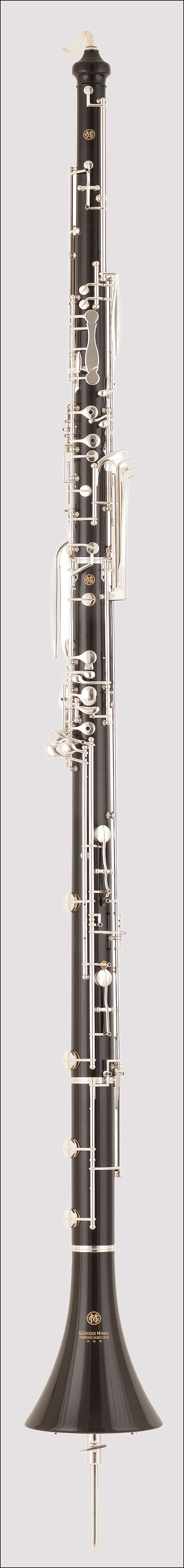
Oboe bajo (Gebr. Mönnig)

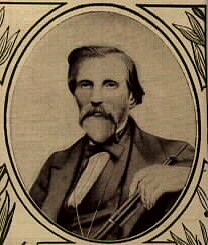
F. Triébert

El oboe bajo u oboe barítono es un instrumento de doble lengüeta de la familia de viento madera. Dobla en longitud al oboe soprano y suena una octava más grave con respecto a él. La notación del oboe bajo se escribe en la clave de sol, sonando una octava más grave de lo escrito en el papel. Su nota más grave es un Si2, aunque una extensión puede añadírsele entre la parte central y la campana del instrumento para llegar hasta el Si♭2.
Los primeros oboes bajos eran como fagotes, dado que tenían una culata y una pieza de metal llamada bocal - como los instrumentos de Frédérick Triébert (1813-1878), que aún tenían una campana con forma de bulbo - y algunos agujeros taladrados oblicuamente, como si fueran cornos ingleses alargados. El concepto del oboe bajo como un corno inglés alargado sobrevivió, y el oboe barítono (hautbois baryton), rediseñado por François Lorée, fue introducido en 1889.
Durante la temporada en que Frederick Delius estuvo en París, a finales del siglo XVIII, el oboe de Lorée le llamó la atención -por lo que compuso dos obras con este instrumento: su Rapsodia danzante No 1 y su Requiem-, y desde el regreso de Delius hasta Inglaterra otros compositores ingleses se mostraron interesados en la idea del nuevo miembro bajo en la familia del oboe. Sin embargo, alguna confusión surgió entre el "verdadero" oboe bajo y el heckelfón, un instrumento de doble lengüeta de registro similar fabricado bajo la marca de Wilhelm Heckel en 1904, distinguida marca por sus altos estándares de calidad, su amplio calibre, diferentes sistemas de digitación y una campana más grande. Como resultado, nunca está del todo claro cuál de los dos instrumentos es cuando el compositor especifica el "oboe bajo".
El oboe bajo no se ha creado su propio camino todavía como solista; únicamente se ha escrito un concierto hasta la fecha (La Costa Este, por el compositor inglés Gavin Bryars, en 1994). La obra fue escrita para el intérprete canadiense Lawrence Cherney, que utilizaba un oboe bajo fabricado por F. Lorée.  El Superviviente de Darmstadt de Robert Moran, para nueve oboes bajos amplificados, fue encargada por la oboísta Nora Post y estrenada en 1984.
En la obra de Gustav Holst "Los Planetas" el instrumento se utiliza para crear grandes efectos, proporcionando un tono único que ningún otro instrumento es capaz de producir. Notables pasajes de solo incluyen escasas intervenciones en "Marte", durante las escalas cromáticas de oboes en "Mercurio", numerosos momentos tranquilos en "Saturno" (probablemente el mejor ejemplo de solo en toda la obra), y en el quinto y sexto compás del soli de los fagotes  después de las notas iniciales de "Urano".  El oboe bajo es también prominentemente caracterizado en el Primer Interludio del Triple Concerto Sir Michael Tippett.
Jennifer Paull mantiene una web  que publica música que emplea todos los miembros de la familia del oboe incluyendo el oboe bajo. Simon Zaleski, un estudiante del Conservatorio Peabody, ha escrito la que sería la primera sonata para oboe bajo y piano y está intentando activamente encontrar oportunidades de introducir en partituras este instrumento.  
El instrumento, hecho a mano por Lorée, Marigaux, Rigoutat, y otros, actualmente cuesta menos que un fagot de la misma calidad (sobre 9.000 €) y tiene un timbre lleno y profundo a diferencia de su primo más agudo, el corno inglés.
Los oboes contrabajos han sido fabricados pero no han tenido éxito dado que tienen el mismo registro que el fagot, que es más práctico y conocido. Una investigación actual, en particular por el experto en oboes Bruce Haynes, sugiere que estos instrumentos han sido hechos en Francia debido al interés por conservar la familia original de los instrumentos de doble lengüeta cuando el oboe fue creado. Hay un instrumento mencionado como bajo de cromorne o bajo de hautbois el cual fue usado por Lully, Charpentier, y otros compositores franceses barrocos para los cuales era un tipo de oboe con el registro de un fagot.

## Sonido
Tiene un timbre sonoro muy parecido al fagot, debido probablemente a sus similitudes en cuanto a construcción, sobre todo en el registro más agudo. Sin embargo, mantiene todas las características sonoras del oboe en su registro grave, resultando un sonido triste, nasal, profundo y melancólico.

### Audiciones
- Archivos de audio del Oboe Bajo (Christopher Raphael)

- Datos: Q808215
- Multimedia: Bass oboe / Q808215